# シードッグ (潜水艦)
シードッグ (USS Sea Dog, SS-401) は、アメリカ海軍の潜水艦。バラオ級潜水艦の一隻。艦名はツノザメ目に属するサメの総称（Dogfish）に因んで命名された。

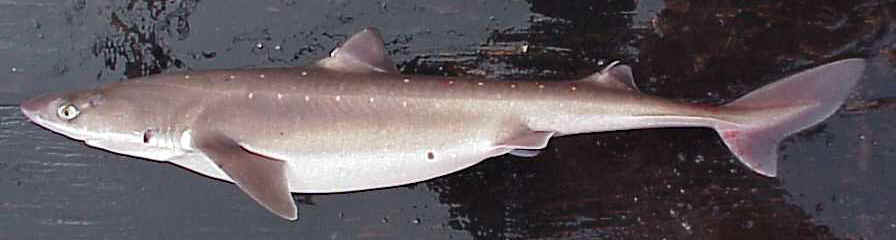
アブラツノザメ（通称Seadogのタイプ種）

## 艦歴
シードッグは1943年1月11日にメイン州キタリーのポーツマス海軍造船所で起工した。1944年3月28日にヴァーノン・L・ローランス夫人によって命名、進水し、1944年6月3日に艦長ヴァーノン・L・ローランス中佐（アナポリス1930年組）の指揮下就役する。
1ヶ月におよぶニューイングランド沖での訓練に続いて、シードッグは真珠湾に向けて出航し、8月22日にハワイに到着。第28潜水戦隊に合流して最初の哨戒の準備を行った。

### 第1の哨戒 1944年9月 - 11月
9月13日、シードッグは最初の哨戒で東シナ海に向かった。17日にミッドウェー島で給油し、哨戒海域の南西諸島には9月28日に到着した。シードッグはまず喜界島と奄美大島の海岸に沿って哨戒したが、良い成果が得られそうになかったので、わずか1日で沖永良部島から運天港にかけての海域に移動した。10月3日からは中城湾方面の偵察を行い、沖縄島を一周して10月6日には伊平屋島北西海域に到着した。シードッグは以後5日間、沖縄近海で哨戒を続けたが、遭遇した目標はいずれも魚雷を使うには勿体無いものばかりであった。10月10日、シードッグは炎上中の武装トロール船を発見し、接近したのち砲撃を加え、そのまま放置した。10月11日に奄美群島海域に戻り、1週間後にはトカラ列島北方の海域に移動した。

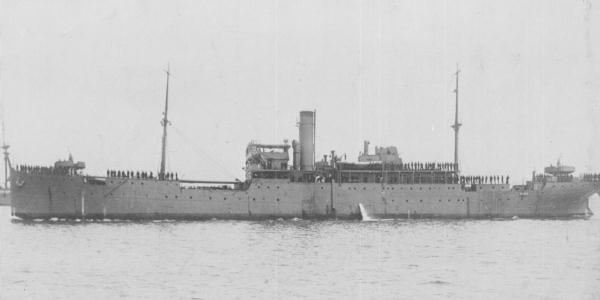
給炭艦「室戸」

10月22日朝、シードッグは諏訪之瀬島と中之島の間で、8ノットから9ノットの間で5分間隔でジグザグ航行し、那覇に向かっているカタ916船団を発見。7時26分、船団前方に出ていたシードッグは北緯29度18分 東経129度44分 / 北緯29.300度 東経129.733度の地点で、重なり合った2隻の貨物船に照準を合わせて魚雷を発射。魚雷発射後、深度を26メートルに下げた。7時28分以降、3回の大爆発を聴取し、7時32分になると護衛艦による爆雷攻撃が始まった。それらは7時45分ごろまで続き、8時に重い爆発音を聴取した。この攻撃で、シードッグは日本海軍の特務艦室戸と特設砲艦富津丸（大阪商船、2,933トン）の2隻を撃沈した。シードッグはトカラ列島海域でもう2日間哨戒したあと、奄美群島近海に戻ってきた。
10月28日、シードッグは北緯28度35分 東経131度28分 / 北緯28.583度 東経131.467度の地点で、レイテ沖海戦に敗れ去った小沢治三郎中将率いる機動部隊の残存艦である戦艦伊勢、日向および駆逐艦を発見し、攻撃したが失敗した。10月29日、シードッグは哨戒海域を徹してミッドウェー島に向かい、翌30日には小笠原諸島近海で哨戒した。11月5日、シードッグは53日間の行動を終えてミッドウェー島に帰投。潜水母艦プロテウス (USS Proteus, AS-19) による整備を受けた。

### 第2の哨戒 1944年11月 - 1945年2月
11月29日、シードッグは2回目の哨戒でガードフィッシュ (USS Guardfish, SS-217)、シーロビン (USS Sea Robin, SS-407) とウルフパックを構成しルソン海峡および南シナ海方面に向かった。12月8日、3隻はサイパン島に到着して休息をとり、翌9日に出航。12月14日、バリンタン海峡で哨戒を行った後、ルソン島、海南島、香港、台湾を結ぶ各線の内側に哨戒海域を設定した。1945年1月3日、シードッグは減速装置の修理のため、単軸運転を行いながら航行した。1月5日夜、シードッグとシーロビンは小輸送船団を発見し、浮上して追跡を開始した。1月6日1時過ぎ、シーロビンが船団先頭のタンカーたらかん丸（三菱汽船、5,135トン）に魚雷2本を命中させ、シードッグは船団右側の護衛艦にを攻撃するべく接近。しかし、護衛艦はシードッグの予想に反したコースを取り、シードッグは魚雷を発射し損ねた。シードッグは反転して艦尾発射管を護衛艦に向け、魚雷を4本発射。しかし、1本も命中しなかった。1月18日、シードッグはルソン海峡を出るまでには目標を見つけるという望みを達成することなく、同海峡を東に通過した。1月25日、シードッグはグアム島アプラ港に到着し補給を行った。2月5日、シードッグは68日間の行動を終えて真珠湾に帰投。エンジンを交換し、前方の機銃は40ミリ機関砲に換装された。また、新たにSTレーダーが取り付けられた。艦長がアール・T・ハイデマン（アナポリス1932年組）に代わった。

### 第3の哨戒 1945年3月 - 4月
3月11日、シードッグは3回目の哨戒で日本近海に向かった。哨戒の大部分は、日本を空襲する航空機のための救助配備任務に充てられた。3月22日から24日まで南西諸島南東海域で救助配備任務に従事した後、司令部から「有力な日本艦隊か船団が豊後水道を通過する」との情報がもたらされ、トリガー (USS Trigger, SS-237)、スレッドフィン (USS Threadfin, SS-410) とともに豊後水道の監視に向かうよう命令を受けた。シードッグは都井岬沖に移動して哨戒を行い、3月28日、シードッグはトリガーとの連絡が取れないことを司令部に通報したあと、翌29日に大隅諸島海域に移動した。シードッグはこの海域でパイロット1名を救助すると、潜航して再び九州の方角に向かった。
19時3分、シードッグは浮上準備中に浮上航行中の伊号潜水艦を発見。シードッグは決して素早かったわけではなかったが攻撃態勢に入り、潜水艦に向けて魚雷を発射したが命中しなかった。シードッグはもう1日九州沿岸で哨戒を行ったあと、相模湾南方および伊豆諸島近海に移動して別の救助配備任務に就いた。シードッグは御蔵島近海で配備につき、4月2日には小型の機雷敷設艦を発見し雷撃したが、命中しなかった。4月16日、シードッグは北緯33度31分 東経139度36分 / 北緯33.517度 東経139.600度の御蔵島と八丈島の間の海域で東光丸（日本近海汽船、530トン）を撃沈した。その後は台風の影響もあって、一切の活動が出来なかった。4月23日、シードッグは47日間の行動を終えてアプラ港に帰投。この際、シーホース (USS Seahorse, SS-304) から、秘密兵器であるFMソナーが移設された。シーホースは敷設された機雷が探知できるFMソナーを装備して対馬海峡方面でソナーの試験を行っていたが、4月18日に済州島近海で爆雷攻撃を受けて大きく損傷し、真珠湾に回航されなければならないほどであった。そこで、無傷だったFMソナーをシードッグに移設したのである。

### 第4、第5の哨戒 1945年5月 - 8月・バーニー作戦
5月27日、シードッグは4回目の哨戒でバーニー作戦に参加して日本海に向かった。このバーニー作戦は、この時点の日本に残されたほぼ唯一の重要航路に打撃を与えるものであり、対馬海峡の機雷原突破と日本海を悠然と航行する日本船は、目標の減少に嘆いていた潜水艦部隊にとっては絶好のスリルであり獲物であった。この作戦には9隻の潜水艦が投入され「ヘルキャッツ」 Hellcats と命名された。各潜水艦は三群に分けられ、シードッグのハイデマン艦長が総司令となった。シードッグはクレヴァル (USS Crevalle, SS-291)、スペードフィッシュ (USS Spadefish, SS-411) と共にウルフパック「ハイデマンズ・ヘップキャッツ」 Hydeman's Hep Cats を組み、第一陣として6月4日までに対馬海峡に進出する予定であった。ところが、翌28日になってシードッグの乗組員の一人が急病になり、肺炎と診断された。シードッグは急遽引き返し、5月29日に駆逐艦ラムソン (USS Lamson, DD-367) と会合して患者を移動させた上、改めて対馬海峡に移動した。
リレー式に対馬海峡を突破したシードッグ以下の潜水艦は三群それぞれの担当海域に向かい、6月9日日の出時の攻撃開始を待った。「ハイデマンズ・ヘップキャッツ」は北海道の西部海域から新潟沖に進出し、シードッグは佐渡島の東岸に位置した。9日20時過ぎ、シードッグは佐渡島姫埼灯台東北10海里の地点で、舷灯をつけて七尾に向かって航行中の佐川丸（三井船舶、1,189トン）を発見。佐川丸の左舷に魚雷1本を命中させ、佐川丸は船首を先にして沈んでいった。23分後、今度は昭陽丸（馬場汽船、2,211トン）を発見し、魚雷を3本発射。うち1本が昭陽丸の船尾に命中し、シードッグはさらに止めとして2本の魚雷を発射。1本は不安定な動作をして命中しなかったものの、もう1本は昭陽丸の中央部に命中。昭陽丸は爆発して沈没していった。これが、バーニー作戦最初の戦果だった。
2隻撃沈後、シードッグは酒田と秋田沖に移動した。6月10日は男鹿半島を中心に夜まで象潟、飛島方面を哨戒し、翌11日に男鹿半島方面に戻った。13時ごろ、シードッグは沿岸貨物船を発見し、浮上して西へ北へと追跡した。15時19分、シードッグは潜航し、15時55分に公福丸（三光汽船、753トン）に向けて魚雷を1本発射。43秒後に命中、爆発し、公福丸は船体が2つに割れて沈没していった。シードッグは再び南に向かい、その夜は入道崎を巡って哨戒した。6月12日6時35分、シードッグは艫作岬近海の浅海を航行中の小輸送船団を発見。シードッグは海岸から最も離れて航行してる船を目標に選び、魚雷を発射。魚雷は神仙丸（栗林商船、887トン）に命中し、神仙丸は2つに折れて2分で沈没した。仲間の船は神仙丸沈没後、海岸の方に逃げていった。シードッグは攻撃後、南西方向に進んだ。
6月13日、シードッグは引き続き男鹿半島近海で哨戒していた。その夜、シードッグの右舷側にあるFMソナーにつながるケーブルが損傷していることが分かり、シードッグは日本本土の目と鼻の先で航行を止めて洋上修理に取り掛かった。しかし、ダイバーを潜らせて作業したものの、浅海では作業が十分に出来ず修理は不可能と判断された。6月14日1時30分に航行を再開し、低速で航行すると、右舷側シャフトに起因する雑音と振動が明らかになった。この雑音と振動は、高速ではあまり気にも留めないレベルだった。シードッグは秋田、酒田、新潟を結ぶ海域に向かった。同日昼、シードッグは右舷側シャフトを止め、潜航した。直後、酒田方面に向かう2隻の貨物船を発見。攻撃を試みたが出来なかった。シードッグは北上し、6月15日5時10分に、北緯39度57分 東経139度40分 / 北緯39.950度 東経139.667度の男鹿半島北端付近で、南に向かって航行中の弘安丸（藤山海運、661トン）を発見。シードッグは、弘安丸の前部に魚雷を命中させ、弘安丸は4分で沈んだ。シードッグは周辺海岸から弘安丸生存者を救助しに行く小型船を発見し、この海域を後にした。
6月17日、シードッグはクレヴァル、スペードフィッシュと再会し、北に向かって北海道神威岬周辺の海域を哨戒した。6月19日6時過ぎ、シードッグは北緯43度11分 東経140度18分 / 北緯43.183度 東経140.300度の積丹半島沖で海岸に沿って北に向かう3隻の商船を発見。シードッグは3隻に対しそれぞれ2本ずつ魚雷を発射。3番目の船は方向を変え、先頭の紅海丸（大阪商船、1,273トン）には魚雷が命中し、紅海丸は船尾から沈没した。シードッグは2番目の船を攻撃しようとしたが敵機に発見され、深度35メートルに下がって航空機をかわした。その後浮上し北に向かった。
シードッグはさらに数日間哨戒し、6月24日夜に宗谷海峡西側に到着。6月19日に討ち取られたボーンフィッシュ (USS Bonefish, SS-223) 以外の、シードッグ以下の各潜水艦は翌25日正午に濃霧の中を二列縦陣、浮上航行で海峡を通過し、オホーツク海に入った。6月30日にミッドウェー島に寄港。7月5日、シードッグは39日間の行動を終えて真珠湾に帰投した。
8月13日、シードッグは5回目の哨戒に向かったが、翌8月14日に交戦停止命令を受け、8月15日に真珠湾への帰還を命じられた。
シードッグは第二次世界大戦の戦功で2個の従軍星章を受章した。

### 戦後
シードッグは8月の残りをハワイ諸島での訓練に従事する。9月6日にレッドフィッシュ (USS Redfish, SS-395)、スキャバードフィッシュ (USS Scabbardfish, SS-397) およびシーフォックス (USS Sea Fox, SS-402) と共に西へ向けて出航、9月26日にフィリピンのスービック湾に到着し、新たに構成された第5潜水戦隊に加わった。続く3ヶ月半、シードッグはスービック湾沖で活動し、1946年1月12日に西海岸へ向けて出航、2月2日にサンフランシスコに到着した。メア・アイランド海軍造船所でのオーバーホール後、6月に真珠湾に戻ったシードッグは戦後第2の極東展開の準備に入る。フィリピンに向かう途中の7月、シードッグは模擬哨戒を行う。8月から9月初めにかけて青島付近で第7艦隊部隊と共に対潜水艦戦演習を行い、9月末には真珠湾に帰還した。
1947年を通してシードッグは太平洋東部に留まり、ハワイ諸島でおよびワシントン州沖合、ブリティッシュコロンビア州、カリフォルニア州沿岸での訓練活動に従事した。1948年1月中旬に再び太平洋西部に展開し、オーストラリアへの訪問の後再び第7艦隊の対潜水艦訓練部隊である第71.2任務群に加わり青島付近で活動した。3月2日、駆逐艦ファース (USS Furse, DD-882) と衝突事故を起こし、シードッグは修理後ハワイに戻った。
2ヶ月後、シードッグは真珠湾を出航し、水路学・海洋学の情報収集のためベーリング海へ向かった。任務後6月15日に真珠湾に帰還、沿岸での訓練活動を再開し、訓練はワシントン沖での第4航空群との対潜水艦戦演習と交互に行われた。
1950年1月、シードッグは再び太平洋西部へ展開した。任務を終え帰還すると、シードッグは大西洋艦隊への配属を命じられる。6月半ばに真珠湾を出航し、7月初めにノーフォークに到着、朝鮮戦争の勃発に伴い必要となった訓練を行った。1952年7月、シードッグはフロリダ州キーウェストで再び第12潜水戦隊への配属を命じられ、訓練活動を支援した。
1952年11月7日、ジャクソンビル沖合で第2飛行船戦隊との演習中にシードッグは破損した飛行船、G・ロバート・カイザー中尉指揮する K-119 からの遭難信号を受信した。シードッグは全速力で最後に報告された地点に向かい、カイザー中尉と他の10名の生存者を救助、彼らを救難艦エスケープ (USS Escape, ARS-6) に引き渡した。飛行船は航行不能となり、シードッグからの砲撃で沈められることとなった。ガスタンクが打ち抜かれ、飛行船は炎上、沈没した。
シードッグはキーウェストを拠点として1955年の秋まで活動し、その後不活性化のためニューロンドンへ向かう様命じられた。12月初めに到着すると、翌1956年1月にはオーバーホールのためポーツマス海軍造船所へ移動した。5月にニューロンドンに帰還し、6月27日に同地で退役した。シードッグは予備役艦隊ニューロンドングループで保管され、1960年2月には第1海軍管区の予備役兵訓練のため一時的に現役復帰した。1968年12月2日に除籍されるまで、シードッグは予備役として保管された。